# جان پائو
جان پائو (انگلیسی: John Pao) بازیکن بسکتبال اهل چین بود. وی در بازی‌های المپیک تابستانی ۱۹۴۸ شرکت کرده‌است.